# جولای گلوقهوه‌ای شمالی

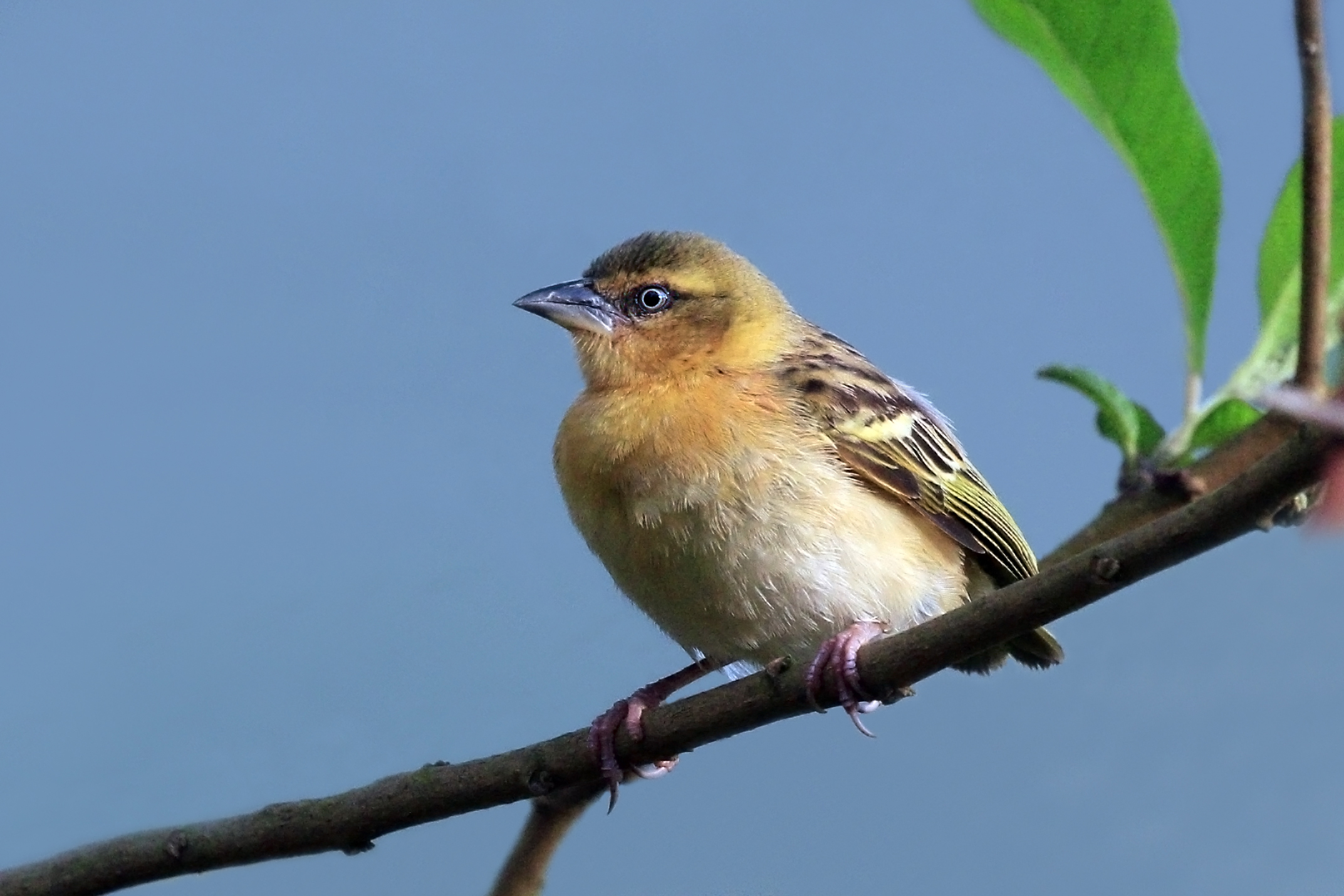
گنجشک گلو قهوه ای

جولای گلوقهوه‌ای شمالی (نام علمی: Ploceus castanops) نام یک گونه از سرده جولاها است.